# Lemme de Goursat
Ne pas confondre avec le lemme de Goursat en analyse complexe
En algèbre, le lemme de Goursat est un théorème de la théorie des groupes.

## Énoncé
Soient G et G' deux groupes, H un sous-groupe de G×G' tel que les deux projections canoniques, p : H → G et p' : H → G', soient surjectives. Le noyau N de p' est un sous-groupe normal de G×{e'} (où e' désigne l'élément neutre de G') donc s'identifie à un sous-groupe normal de G ; le noyau N' de p s'identifie de même à un sous-groupe normal de G'. Avec ces identifications,

## Démonstration
On vérifie d'abord que N, vu comme sous-groupe de G, est bien normal, comme image de ker(p') (normal dans H) par le morphisme surjectif p.
L'image de H dans G/N×G'/N' est l'ensemble
Par surjectivité de p, tout élément de G/N est la première composante d'au moins un couple de G". Un tel couple est de plus unique car
De même, tout élément de G'/N' est la seconde composante d'un unique couple de G".
D'après les tests des verticales et des horizontales, G" est donc le graphe d'une bijection de G/N dans G'/N'.
Par construction, cette bijection est un morphisme de groupes.